# Domenico Sartor
Domenico Sartor (McCloud, 21 ottobre 1913 – Castelfranco Veneto, 26 maggio 1992) è stato un politico italiano.

## Biografia
Domenico Sartor nacque il 21 ottobre 1913 a Mc Cloud (Contea di Siskiyou, California, USA). I suoi genitori, emigrati da Paderno del Grappa, lavoravano presso la società ferroviaria Southern Pacific. Frequentò le scuole primarie negli Stati Uniti. Nel 1926 la famiglia rientrò in Italia e si stabilì a Castelfranco Veneto.
Frequentò il ginnasio presso l'Istituto Filippin di Paderno del Grappa e in seguito il liceo classico Tito Livio di Padova. Nel 1937 si laureò in Giurisprudenza presso l'Università Cattolica di Milano, dove partecipò al gruppo di Giuseppe Lazzati, Giuseppe Dossetti e Giorgio La Pira, maturando la concezione personalistica e comunitaria del filosofo francese Emmanuel Mounier.
Negli anni precedenti l'inizio della seconda guerra mondiale, viaggiò parecchio in bicicletta e treno in vari paesi europei. Importante nel 1938 il viaggio in Germania ed in particolare il soggiorno a Monaco di Baviera, tappa decisiva per la sua formazione democratica ed antifascista.
Nel 1939 iniziò ad esercitare la professione legale a Castelfranco Veneto e Venezia.
Dal 1943 partecipò alla Resistenza in ruoli di primo piano, subendo l'arresto ed il carcere in tre occasioni. Il 28 aprile 1945 venne nominato vicecommissario provinciale del Comitato di Liberazione nazionale di Treviso.
Dal 25 giugno 1946 al 31 gennaio 1948 fece parte dell'Assemblea Costituente, eletto nella circoscrizione di Venezia con la lista Democrazia Cristiana.
Dall'8 maggio 1948 al 3 maggio 1976 fu deputato al Parlamento (dalla I alla VI Legislatura), sempre per la Democrazia Cristiana.
Nell'aprile 1950 divenne il primo segretario generale della Cisl di Treviso
Fu sindaco della città di Castelfranco Veneto per quattro mandati: dal 21 novembre 1946 al 25 ottobre 1948, dal 27 maggio 1951 al 27 maggio 1956, dal 27 maggio 1956 al 17 febbraio 1958 e dal 5 luglio 1960 al 19 giugno 1961.
Negli anni Cinquanta-Sessanta in provincia di Treviso promosse lo sviluppo dell'agricoltura, la nascita di numerose cooperative agricole, portò a Castelfranco Veneto l'insediamento di parecchie industrie. Fu tra i promotori dell'Istituto Professionale di Stato per l'Agricoltura (1954) e del Cecat (Centro per l'educazione, la cooperazione e l'assistenza tecnica, 1959) e realizzò investimenti sul sistema scolastico.
Promosse la costruzione del nuovo ospedale di Castelfranco Veneto (inaugurato nel 1963) e del suo successivo ampliamento, diventandone presidente sino al 1980, nonché presidente della casa di riposo fino al 1985.
Domenico Sartor è morto all'età di 78 anni a Castelfranco Veneto il 26 maggio 1992.
Il Comune di Resana, in provincia di Treviso, ha intitolato una via della frazione di San Marco a Domenico Sartor. Dal 2 luglio 2002 La Casa di Riposo di Castelfranco Veneto ha cambiato denominazione alla propria ragione sociale in Centro Residenziale per Anziani "Domenico Sartor". Nel 2003, l'Istituto Agrario di Castelfranco Veneto, viene re-intitolato al nome di “Domenico Sartor”; a lui fu rintitolato anche l'Istituto Agrario a San Gaetano di Montebelluna.